# Freebase (web)
Pour les articles homonymes, voir Freebase.
Freebase est un projet collaboratif libre de rassemblement et de connexion des connaissances du web, sous forme sémantique déployé sur le Web entre 2007 et 2016. Il est diffusé sous licence Creative Commons avec attribution. 
Freebase structure fortement les documents. Son développement s’appuie sur des utilisateurs pour alimenter cette base de connaissance, établir les liens entre entités et catégoriser les informations. Dès son origine, Freebase établit des liens vers Wikipedia.
Freebase est développé par la société Metaweb à partir de 2005. Google annonce racheter la société Metaweb le 16 juillet 2010. Le 16 décembre 2014, alors qu'il a lancé le projet Knowledge Graph en 2012, Google annonce la fermeture de Freebase pour le 30 juin 2015  et le transfert de son contenu à Wikidata.
À l’heure de sa fermeture, Freebase contenait 1,9 milliard d’éléments,.